# コールドスリープ

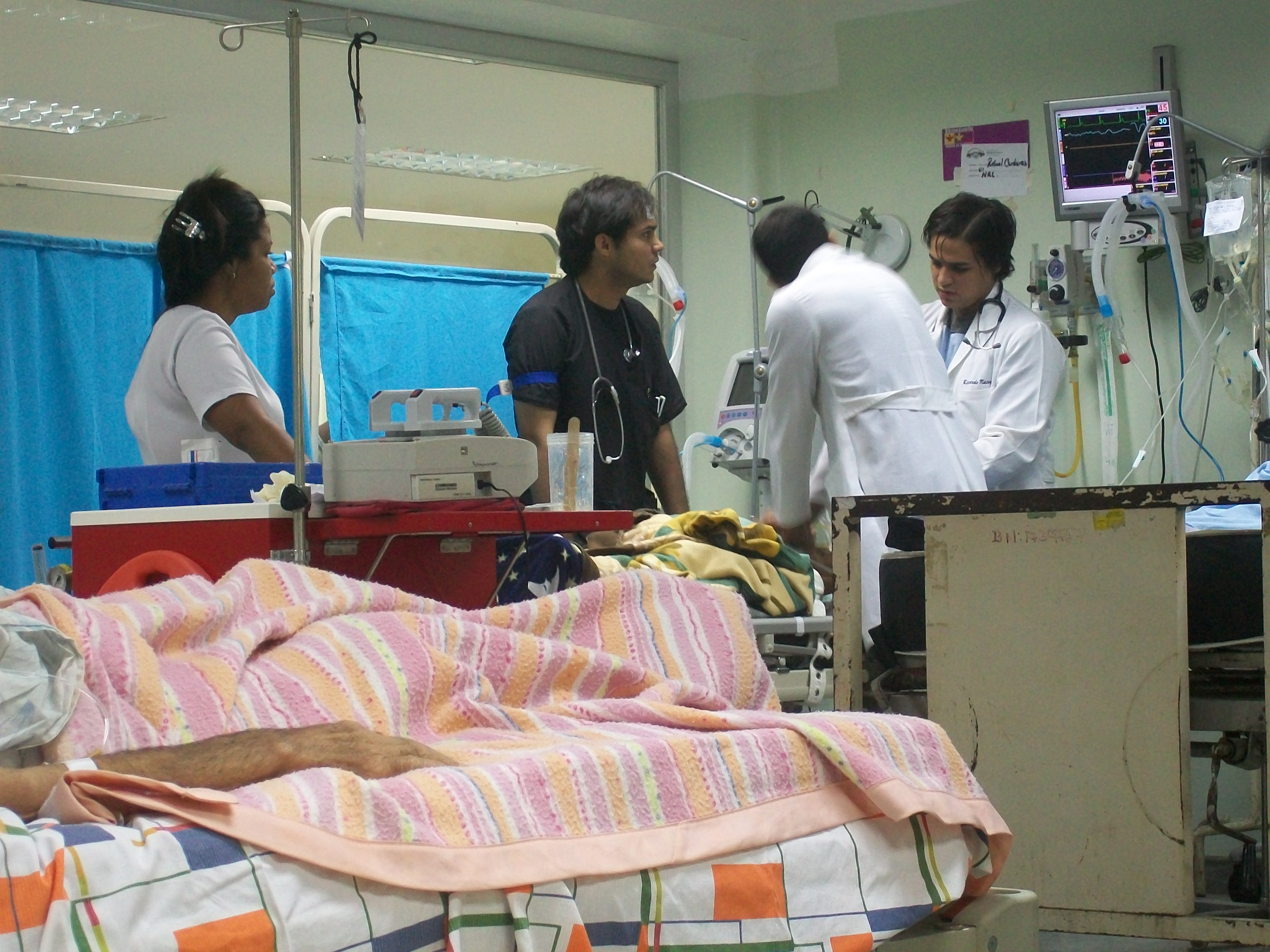
ベネズエラ・マラカイの病院で心肺蘇生を受ける外傷患者。この際に、仮死させることで患者の細胞死（壊死）の開始を遅らせることができ、最終的な治療を受けるまでの時間を稼げる。

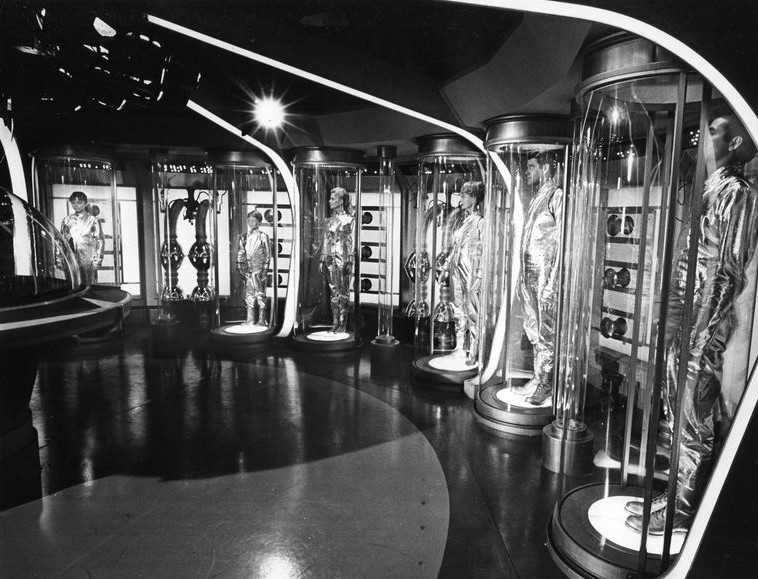
コールドスリープ（テレビドラマ『宇宙家族ロビンソン』より）

コールドスリープとは、宇宙船での惑星間移動などにおいて、人体を低温状態に保ち、目的地に着くまでの時間経過による搭乗員の老化を防ぐ装置、もしくは同装置による睡眠状態。移動以外にも、肉体の状態を保ったまま未来へ行く一方通行のタイムトラベルの手段としても用いられる。
なお、和製英語におけるSF用語であることから、英語圏で使われることはなく、冷凍睡眠や長期冷凍睡眠にはハイバネーション（冬眠、英: Hibernation(英語版)）やハイパースリープ、あるいはサスペンデッド・アニメーション（仮死状態、英: Suspended animation(英語版)）といった語句が主に使われる。

## 概要
一般にコールドスリープには、低温状態にして睡眠後に時々覚醒するタイプ、冬眠タイプ、冷凍タイプがあるとされる。
数十年以上もの長期間におよぶ惑星間の有人移動の際、それに必要不可欠な搭乗員の食料や酸素といった生命維持系、健康維持のための生活空間など、生活に要するものを少なく抑えることができれば宇宙船の質量を減らすことができ、その分だけ燃料を減らすことができるほか、備蓄スペースを別のことに利用できる。また、数十年以上をかけての有人移動には、人間の寿命との兼ね合いが生じる。このような点から、コールドスリープが選択される。
一方、生命を保ったまま人間を冷凍させる技術や、長期冬眠をさせるための技術は確立していない。冷凍した場合、水分が凍結した時に起こる体積膨張によって細胞を破壊してしまうため、生命を保ったまま人間を冷凍できるかどうかなどの問題がある。なお、精子の冷凍保存は実用化されている。
なお、ヒトの人工冬眠については ムーンショット型研究開発制度の1つとして、2021年度にスタートした目標7-4、睡眠と冬眠：二つの「眠り」の解明と操作が拓く新世代医療の展開（管理法人：国立研究開発法人 日本医療研究開発機構（AMED)、所管：内閣府）が、筑波大学教授柳沢正史をPM（プロジェクトマネージャー）とする研究グループのもとで推進中である。

## Qニューロンの発見
2020年6月、筑波大学と理化学研究所の共同研究チームが、本来、冬眠しないはずのマウスを冬眠に極めて似た状態に誘導することに成功。マウスの脳の視床下部に存在する「Qニューロン」を発見し、冬眠をしない動物でも冬眠に近い状態を作れる可能性が示された。
この「Qニューロン」はマウスの脳の視床下部に存在し、Qニューロンを刺激すると、マウスの酸素消費量が著しく低下するとともに、体温も数日間にわたり大きく低下（室温が20℃、体温が22-23℃）。この状態は少なくとも1日以上安定して持続した後、すべてのマウスは障害が残ることなく、自発的に元の状態に戻った。
睡眠研究の第一人者である筑波大学教授の櫻井武は、睡眠や覚醒に関わる脳内物質を調べるため、特定の神経細胞を興奮させる実験をしていてマウスが動かなくなった。生理学的に冬眠と区別できない状態になっていることに気付き、親交があった理化学研究所冬眠生物学研究チームの砂川玄志郎に連絡し、共同研究が始まる。その結果、この神経細胞群が、"冬眠スイッチ"ともいうべき「Qニューロン」であることを発見。「Q」は、「QRFP」という名前のペプチドの頭文字で、このQRFPは、人間も含む哺乳類に広く分布することが分かっているため、人間でもQRFPを含む神経を刺激することで、マウス同様に"冬眠に極めて似た状態"を誘導することができる可能性が高まった。一方で、太古には、人間も冬眠していたのではないか、とする報告もある。人間にも人工的に冬眠に似た状態を作り出すことが可能であれば、救急搬送や集中治療、全身麻酔、臓器保存、再生医療といった臨床の現場で応用できると期待が高まった。
2022年には、体温を下げずに代謝だけを下げる"温かい冬眠"により、血流停止時の臓器ダメージを防げる可能性が新たに示された。

## 類似する技術

### クライオニクス
日本では行われてはいないが、クライオニクス（cryonics、人体冷凍保存）と呼ばれるサービスがある。これは、死んだ直後の人体を冷凍保存し、医療技術の発展した未来に復活の望みを求めるものである。しかし、先述したように冷凍時や解凍時の細胞破壊を克服する技術の目覚ましい進歩が必要とされることに加え、すでに破壊されてしまった細胞の復元は非常に困難であることから、実際に彼らが復活するかについては悲観的や否定的な意見が多い。
あえて比較するならコールドスリープは架空の技術だが、クライオニクスは（さまざまな問題があるものの）既存の技術である。また、コールドスリープは生きている人体が対象であり、クライオニクスは死んだ後の人体が対象である。

### 停滞フィールド
SF作品などでコールドスリープに近い使われ方をするテクノロジーに停滞フィールド (stasis) というものがある。これは対象の時空間をまるごと停止することで、肉体が外部からの影響を一切受けないようにする技術である。恒星間航行における主観的時間の短縮や、重犯罪者に対する長期間の冷凍刑などの応用例がある。ただし、時空間を高度に操作する技術が必要であるため、実現の可能性はきわめて低いと考えられる。
ラリー・ニーヴンの小説『プタヴの世界』（1966年）における、異星人のスリント人が乗る宇宙船に事故が発生したため、宇宙服に内蔵された停滞フィールドを起動して救助を待つつもりが発見されずに15億年後の地球で目覚めた、などの例がある。

## 冷凍遺体からのクローン作製
2008年、理化学研究所の若山照彦らのチームが、死後16年間冷凍保存されていたマウスからクローンマウスを産み出すことに成功した。これにより、理論的には冷凍保存された人の遺体からクローン人間を生み出すことが可能となった。この技術を応用すれば、マンモスなどの絶滅動物の凍結死体からクローンを作れる可能性もあると期待されている。ただし、クローン個体は単にDNAや体の構造が一致するだけのもので意識や記憶の共有は起きないと考えられており、この技術を人間に用いても、本人にとっては寿命が延びることを意味しない。

## 登場作品
コールドスリープが登場する作品一覧を参照。